# World Geographical Scheme for Recording Plant Distributions
World Geographical Scheme for Recording Plant Distributions er en standard for International Working Group on Taxonomic Databases (TDWG). Den fastsætter et aftalt system for beskrivelse af plantearters udbredelse, dvs. ca. ned til landeniveau. Standarden definerer geografiske steder på fire niveauer:
1. kontinentalt;
2. regionalt eller subkontinentalt;
3. "Botanisk land", der almindeligvis svarer til et politisk land, men som kan opdele store lande eller samle små lande i en større enhed. Det kan også udelukke fjerntliggende områder af et land;
4. "Basale Indberetningsenheder"(BRU), som kun bruges om meget store lande for at inddele dem efter delstater eller provinser af rent politiske grunde.

## Organiseringsprincipper
Standarden er i første række indrettet til brug for taxonomiske databaser. Den er resultatet af et kompromis mellem politiske og botaniske opdelinger. Alle grænser følger enten en politisk grænse (landegrænse, provinsgrænse osv.) eller en kystlinje. Standarden sigter mod at følge botanisk tradition, sådan som den fremgår af værker som Flora Europaea, Flora Malesiana eller Med-Checklist.
De, som ønsker en mere botanisk klassificering, anbefaler dokumentet de floraprovinser, der er opstillet af Takhtajan.

## Godkendelse
Publikationer, der følger standarden, omfatter World Checklist of Selected Plant Families, der er udgivet af Kew Gardens; og Germplasm Resources Information Network (GRIN).
Noter
1. ↑  Brummitt, 2001, side iii
2. ↑  Brummitt, 2001, side ix
3. ↑  Brummitt, 2001, side xiii
4. ↑  Brummitt, 2001, side v, hvor han citerer A. Takhtajan: Floristic Regions of the World, 1986 ISBN 978-0-520-04027-4
5. ↑  "Kew: About the World Checklist of Selected Plant Families". Arkiveret fra originalen 11. september 2012. Hentet 13. april 2009.